# Alix Collombon
Alix Collombon (17 maart 1993) is een tennisspeelster uit Frankrijk. Collombon wordt gecoacht door Charles Seris.
In 2014 kreeg Collombon een wildcard met landgenote Chloé Paquet voor het vrouwendubbelspel op Roland Garros, waarmee zij haar eerste grandslamtoernooi speelde.

## Posities op deWTA-ranglijst
Positie per einde seizoen:
| jaar | rang enkelspel | rang dubbelspel |
| ---- | -------------- | --------------- |
| 2009 | 1110           | –               |
| 2010 | 844            | 816             |
| 2011 | 873            | –               |
| 2012 | 741            | 654             |
| 2013 | 547            | 880             |
| 2014 | 560            | 668             |

## Resultaten grandslamtoernooien
| Legenda | Legenda                          |
| ------- | -------------------------------- |
| g.t.    | geen toernooi gehouden           |
| l.c.    | lagere categorie                 |
| –       | niet deelgenomen                 |
| G       | uitgeschakeld in de groepsfase   |
| 1R      | uitgeschakeld in de eerste ronde |
| 2R      | uitgeschakeld in de tweede ronde |
| 3R      | uitgeschakeld in de derde ronde  |
| 4R      | uitgeschakeld in de vierde ronde |
| KF      | uitgeschakeld in de kwartfinale  |
| HF      | uitgeschakeld in de halve finale |
| F       | de finale verloren               |
| W       | het toernooi gewonnen            |
| w-v     | winst/verlies-balans             |

### Vrouwendubbelspel
| Toernooi        | 2014 |
| --------------- | ---- |
| Australian Open | –    |
| Roland Garros   | 1R   |
| Wimbledon       | –    |
| US Open         | –    |